# Маузер (револвер)
Маузер Ц78 (дословно Маузер конструкције 1878 "цик-цак" револвер), први револвер немачке компаније Маузер, произведен 1878. године.

## Историја
До уједињења Немачке (1871), у различитим немачким државама били су популарни увозни револвери различитих типова, највише типа Лефоше и Гасер, док је домаћа производња започела тек након уједињења, углавном прављењем копија револвера типа Адамс и Лефоше. Фабрика Браћа Маузер из Оберндорфа на Некару, која је стекла велики значај производњом пушака Маузер М1871 за немачку војску, произвела је свој први револвер 1878. године.
Иако нису званично прихваћени од немачке војске (уместо њих прихваћен је Рајхсреволвер), били су популарни међу официрима, који су их куповали о свом трошку. Ови револвери користили су се у немачкој војсци све до 1908, када их је заменио полуаутоматски пиштољ Лугер, иако је производња за цивилно тржиште настављена све до 1918.

## Карактеристике
Маузер Ц78 (тј. Маузер конструкције 1878) произведен је у више калибара (7, 9 и 11 мм) намењен војном и цивилном тржишту. Био је то револвер са 6 метака, затвореног рама (тела), са обарачем једноставног дејства - ороз се морао ручно натегнути пре сваког пуцања.
Револвер је добио надимак - цик-цак револвер - захваљујући дубоким жлебовима у облику латинског слова З на површини добоша. Механизам окретања добоша био је специфичан - при натезању ороза, клин у доњем делу рама (испод добоша) улазио је у косе жлебове на површини добоша и крећући се напред, окретао добош за 1/6 круга. Исти систем коришћен је и код револвера Вебли-Фосбери.

### Први модел
Први модел револвера имао је тело из једног дела и резу (капију) за пуњење на десној страни, иза добоша, док је шипка за избацивање празних чаура (кроз резу) била смештена испод цеви.

### Други модел
Други модел револвера имао је тело из два делаː цев и добош са осовином чинили су предњи део, који се на шаркама могао ротирати напред и навише. Тело револвера био је спојено са цеви и добошем шарком на задњем крају (испред ороза) и осигурачем (у облику правоугаоне полуге са прстеном) на предњем крају, испред и испод добоша. Извлачењем осигурача напред, револвер се отварао и цев са добошем преламала напред и навише, при чему је добош са звездастим избацивачем аутоматски избацивао празне чауре.